# 席郡
席郡，中国南北朝时设置的郡。
南朝梁天监年间设置席郡，属益州。治所在今四川省双流县东南籍田镇。辖境相当今四川省成都市双流县东南部地。承圣二年（553年）被西魏占领。北周废席郡，设置籍县，归属陵州和仁郡。